# Santa María de Nieva

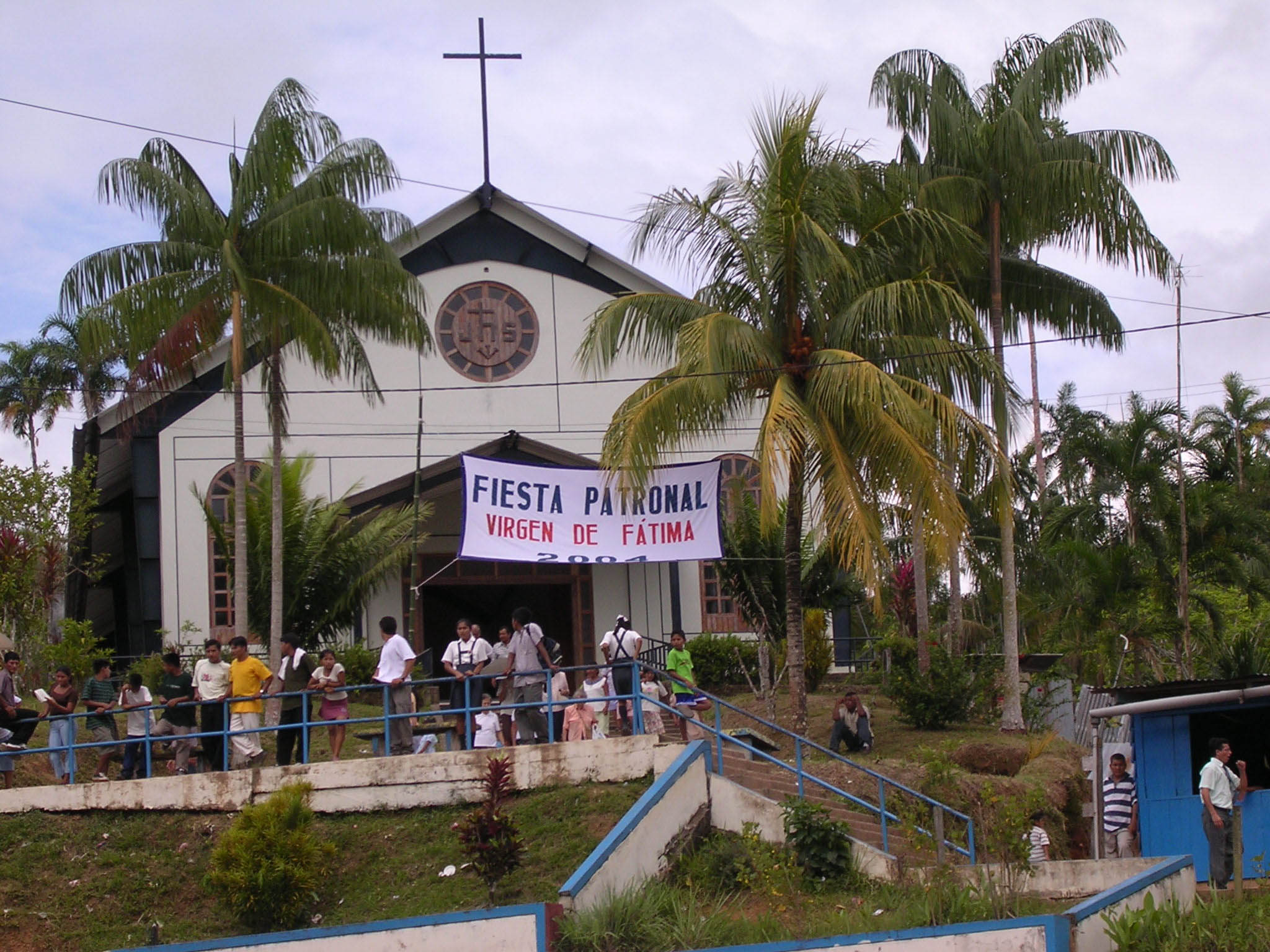
Fest i Santa María de Nieva.

Santa María de Nieva är huvudort i Condorcanquiprovinsen i departementet Amazonas i norra delen av Peru. Staden bildades 1984 och ligger vid Marañónfloden. Staden ligger på en altitud av 230 m ö.h. och hade 2 749 invånare 2005. Viktiga näringar i staden är jordbruk, fiske, skogsbruk och boskapsuppfödning.
Staden är en skådeplatserna för boken Det gröna huset av den peruanske författaren och Nobelpristagaren Mario Vargas Llosa. I katolska kyrkans indelning är den en del av Vicariato Apostólico de San Francisco Javier, även känt som Vicariato Apostólico de Jaén en el Perú.